# Die Kinder sind tot
Die Kinder sind tot ist ein deutscher Dokumentarfilm aus dem Jahr 2003. Er kreist um den Fall von Daniela J., die im Sommer 1999 ihre beiden Söhne tagelang in der Wohnung zurückließ, wo sie verdursteten, und hierfür zu einer Gefängnisstrafe verurteilt wurde. Regie führte Aelrun Goette, die auch das Drehbuch schrieb.

## Hintergrund
Die 23-jährige vierfache Mutter Daniela J. lebte in einer Hochhaussiedlung in Frankfurt (Oder). Ohne feste Arbeit und ausreichende Unterstützung durch die Väter der Kinder war die junge Frau zunehmend überfordert. Häufig musste ihre eigene Mutter einspringen, zu der sie selber eine komplizierte Beziehung hatte. Diese nahm bereits vor den geschilderten Ereignissen das älteste Kind, eine Tochter, bei sich auf. Das jüngste Kind wurde zur Adoption freigegeben. Die bei der Mutter verbliebenen beiden Söhne kamen zu Tode, als J. tagelang bei ihrem Freund blieb und sich nicht um die Kinder kümmerte, weil sie fälschlicherweise dachte, diese befänden sich in der Obhut ihrer Mutter.

## Beschreibung
Der Film nähert sich dem Geschehen, indem er zunächst das Umfeld befragt. Ehemalige Freundinnen und andere Siedlungsbewohner offenbaren dabei vor allem, dass ihnen die Situation bekannt war, dass sich aber niemand zum Eingriff verpflichtet fühlte. Die Sachbearbeiterin des Jugendamtes bestreitet Aussagen, sie sei informiert worden. Ihre Rechtfertigungsversuche lassen Einblicke in die beschränkten Eingriffsmöglichkeiten von Behörden zu. 
Es zeigt sich, dass vielen die Auseinandersetzung mit der Tragödie noch immer nicht möglich ist, weil die aufgeworfenen Fragen Zweifel an ihrem eigenen Verhalten aufkommen lassen. 
Der einzige, der in dem Film zu einer Art Reflexion in der Lage ist, ohne zu meinen, sich selbst verteidigen zu müssen, ist der Bestatter, der die Beerdigung umsonst übernahm, um den Kindern einen würdigen Abschied zu ermöglichen. 
Im emotionalen Zentrum des Films stehen die gegenübergestellten Interviews mit Daniela J. und ihrer Mutter, die das überlebende Kind bei sich aufnahm. Hierin spiegelt sich vor allem die gescheiterte Beziehung der beiden wider. Es kommen Enttäuschungen und Vorwürfe zur Sprache, die ein gegenseitiges Verständnis unmöglich machen, bis hin zum Vorwurf der Tochter, der Lebensgefährte der Mutter hätte sie als Kind missbraucht. Die Mutter hingegen ist der Ansicht, der schwierige und widersprüchliche Charakter der Tochter sei vor allem ein Zeichen von Rebellion ihr gegenüber. Die Tochter müsse für das, was sie getan habe, bestraft werden.
Der Film beschränkt sich ganz bewusst auf die ganz private Tragödie, ohne den Versuch eines gesellschaftskritischen Entwurfs vom wiedervereinigten Deutschland zu versuchen. Themen wie gegenseitiges Desinteresse, die Unfähigkeit Gefühle auszudrücken, das Gefühl der eigenen Minderwertigkeit verbunden mit den sozialen Umbrüchen in der ehemaligen DDR werden nicht direkt angesprochen, sondern werden eher als Subtext transportiert.

## Auszeichnungen
Der Film gewann 2004 den Deutschen Filmpreis in der Kategorie Bester Dokumentarfilm. Außerdem wurde er beim Prix regards neufs-Nyon ausgezeichnet und erhielt den Baden Württembergischen Dokumentarfilmpreis.
Fatih Akın gibt an, den Stoff zunächst auch für seinen Beitrag zu Deutschland 09 erwogen zu haben, doch während seiner Recherche habe er „diesen überwältigenden Dokumentarfilm Die Kinder sind tot gesehen – und richtiger oder eindringlicher, als dieser Film beweist, kann man das nicht verfilmen“.